# The Economist
The Economist es una publicación semanal en lengua inglesa, con sede en Londres, que aborda la actualidad de las relaciones internacionales y de la economía desde un marco global. Su primer número fue publicado el 2 de septiembre de 1843 bajo la dirección de James Wilson. Aunque por razones históricas se define a sí mismo como un periódico, su formato actual se asemeja al de una revista.
La publicación pertenece a The Economist Group, una sociedad editorial controlada en el 50 % por las familias Rothschild y Agnelli. El otro 50 % de las acciones son propiedad de inversionistas privados, incluyendo a los trabajadores de la revista. La plantilla está formada por más de 75 periodistas procedentes de los cinco continentes. Un consejo editorial se encarga de elegir al redactor jefe, que no puede ser cesado sin su consentimiento.
The Economist sigue una línea editorial liberal que apoya el liberalismo social o cultural, la libertad económica, el libre comercio, la globalización, la inmigración, y que ha sido definida por ellos mismos como «un producto del liberalismo de Adam Smith y David Hume». Entre otras cosas, busca influir en los cargos de responsabilidad política y económica, por lo que su público objetivo es de clase alta familiarizado con el lenguaje económico. La publicación ha sido reconocida en el ámbito periodístico por el rigor y la excelencia de sus artículos, los que no suelen ir firmados, pues el consejo editorial se hace responsable colectivamente de la información allí presentada.

## Historia
The Economist fue fundado por James Wilson (banquero y empresario escocés), con el objetivo de exigir la derogación del arancel a la importación de granos (Corn Laws) y defender el libre comercio. 
El 5 de agosto de 1843, Wilson publicó un prospecto en el que se registraba el nombre de la cabecera, el formato de semanario publicado cada domingo, y una línea editorial liberal que cubriría la actualidad informativa, no solamente en el ámbito económico sino también en asuntos de interés general. Como lema proponía defender la existencia de este medio «para tomar parte en la contienda entre la inteligencia, la cual presiona hacia delante, y la indigna y tímida ignorancia que obstruye el progreso».
El naturalista Herbert Spencer fue el subdirector desde 1848 hasta 1853. Por su parte, entre 1861 y 1877, el redactor jefe fue Walter Bagehot, yerno de Wilson. En estos años, The Economist se especializó en actualidad política y económica, aumentando su influencia en los círculos de poder de Londres. No obstante, su tirada estaba limitada a 10 000 ejemplares en la capital británica, algo que se mantuvo hasta comienzos del siglo XX.
The Economist no adquirió un papel relevante en el extranjero hasta la Segunda Guerra Mundial. Geoffrey Crowther, redactor jefe entre 1938 y 1956, apostó entonces por la actualidad internacional y estableció una sección exclusiva sobre Estados Unidos. Desde esos años, la publicación ha reforzado la difusión y la cobertura informativa en los cinco continentes; en efecto, la circulación de ejemplares creció de los 100 000 semanales en 1970 a más de 500 000 en 1992, y superó el millón en la década del 2000.
Cabe destacar también que el grupo editor Pearson PLC fue accionista mayoritario de The Economist Group desde 1957 hasta su salida en 2016.

## Línea editorial
Cuando The Economist fue fundado en el siglo XIX, la palabra «economista» era un equivalente para definir el liberalismo económico. Hoy en día, se considera una publicación de filosofía liberal que apoya el libre comercio, la globalización, la libre circulación de personas, el liberalismo cultural, y la libertad individual. Además, propone que el gobierno deba mantenerse lo más alejado posible de los individuos y de la empresa privada. De acuerdo con Bill Emmott, editor entre 1993 y 2006, «The Economist siempre ha sido liberal y no conservador», y no está adscrito a ninguna corriente política, lo que le permite una línea editorial flexible; véase que en algunas ocasiones ha defendido políticas keynesianas, siempre y cuando las mismas sean «razonables» para el contexto en que se aplican, e incluso ha abogado por un impuesto sobre el carbono para combatir el calentamiento global.
Karl Marx era lector de la cabecera, a la que definía como «el órgano de la aristocracia financiera». Por otro lado, Lenin la definió en 1915 como una «publicación que habla a los millonarios británicos».
En ciertos casos, The Economist ha criticado a personajes públicos por corrupción y deshonestidad. Entre los cargos públicos así denunciados se encuentran: el expresidente del Banco Mundial Paul Wolfowitz; el primer ministro italiano Silvio Berlusconi, quien les apodó «The Ecommunist»; el presidente de Zimbabue Robert Mugabe; el presidente venezolano Nicolás Maduro, y el candidato republicano a la presidencia de los Estados Unidos Donald Trump. The Economist también defendió el juicio político a Bill Clinton por el escándalo Lewinsky, así como la dimisión de Donald Rumsfeld tras desvelarse las torturas en Abu Ghraib.

### Estilo
Por tradición, The Economist no firma sus artículos porque el consejo editorial se hace responsable colectivamente de la información. Si un reportaje ha sido elaborado por más de un autor, se aclara en qué ciudades se han recogido datos.
La publicación presupone que su lector está familiarizado con los conceptos básicos de la economía y con sus actores más conocidos a nivel internacional. Muchos de sus artículos están escritos con un estilo agudo y sentido del humor, especialmente notable en las portadas (con fotomontajes y juegos de palabras) y en los pies de foto de las imágenes.
The Economist ha persistido tradicional e históricamente en referirse a sí mismo como un «periódico», en lugar de una «revista de noticias» debido a su cambio, sobre todo cosmético, desde el formato sábana a cuadernillo y su enfoque general en asuntos de actualidad en contraposición a temas especializados. Está clasificado legalmente como periódico en Gran Bretaña —según la Ley de registro y difamación de periódicos de 1881, Newspaper Libel and Registration Act— y en Estados Unidos. La mayoría de las bases de datos y antologías catalogan al semanario como un periódico impreso en formato revista o diario. The Economist se diferencia y contrasta como periódico frente a su revista hermana sobre estilo de vida, 1843, que hace lo mismo a su vez. La editora Zanny Minton Bedoes aclaró la distinción en 2016: «lo llamamos periódico porque se fundó en 1843, hace 173 años, [cuando] todas las publicaciones en cuadernillo se llamaban periódicos».

## Redactores jefe
- James Wilson (1843-1857)
- Richard Holt Hutton (1857-1861)
- Walter Bagehot (1861-1877)

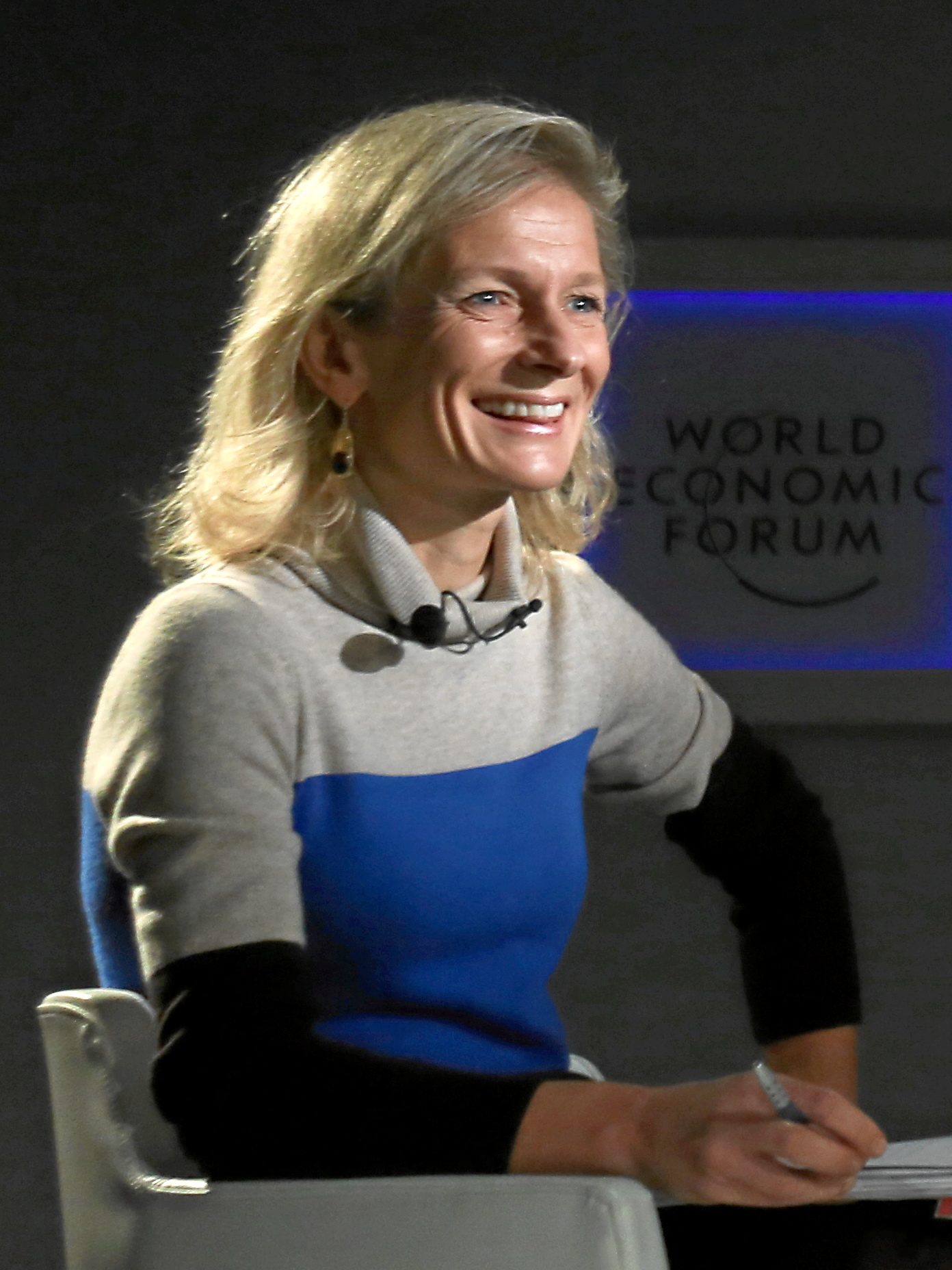
Zanny Minton Beddoes es la redactora jefe de The Economist desde 2015.

- Daniel Conner Lathbury (1877-1881)
- Inglis Palgrave (1877-1883)
- Edward Johnstone (1883-1907)
- Francis Wrigley Hirst (1907-1916)
- Hartley Withers (1916-1921)
- Walter Layton (1922-1938)
- Geoffrey Crowther (1938-1956)
- Donald Tyerman (1956-1965)
- Alastair Burnet (1965-1974)
- Andrew Knight (1974-1986)
- Rupert Pennant-Rea (1986-1993)
- Bill Emmott (1993-2006)
- John Micklethwait (2006-2014)
- Zanny Minton Beddoes (desde 2015)